# Гінекей
Гінеке́й або гинекейо́н (грец. γυναικείον, γυναικον) — жіноча половина дому у Стародавній Греції. Слово γυναικείον походить від давньогрецьких слів γυνή («жінка») та οἶκος («дім», «господарство»).
У Візантійській імперії «гінекеями» звалися ткацькі майстерні, де працювали жінки і чоловіки-раби.

## Інше
- Гінецей (лат. gynaeceum) — частина квітки, назва якої походить від латинської адаптації слова γυναικείον.
- Андрон — чоловіча половина дому.